# Hollywood (Africa)
Hollywood (Africa) è una canzone del gruppo musicale statunitense Red Hot Chili Peppers. Si tratta del quarto ed ultimo singolo estratto dal loro secondo album in studio, Freaky Styley (1985).
Fu distribuita come singolo nel 1985, e riprende il brano classico dei Meters Africa, dal loro album Rejuvenation.

## Tracce
7" (1985)
1. "Hollywood (Africa) (Album)"
2. "Nevermind (Album)"

12" (1985)
1. "Hollywood (Africa) (Extended Dance Mix)"
2. "Hollywood (Africa) (Dub Mix)"
3. "Nevermind (Album)"